# Willy Borsus
Willy Borsus (Pessoux, 4 april 1962) is een Belgisch politicus voor de liberale MR. Hij was van juli 2017 tot in september 2019 de 15e minister-president van Wallonië.

## Levensloop
Borsus was de zoon van een boerenknecht. Hij behaalde een graduaat in de juridische wetenschappen aan de hogeschool IESN in Namen en volgde een bijkomende opleiding in Europees sociaal recht. 
Hij werd secretaris-generaal van de Raad van Nationale Comités van de Europese Jeugd. In 1988 zette hij zijn eerste stappen in de politiek toen hij voor de toenmalige PRL tot gemeenteraadslid van Somme-Leuze werd verkozen. Begin 1995 werd hij er burgemeester. Toen Borsus in 2014 minister werd, nam hij ontslag als gemeenteraadslid en burgemeester van Somme-Leuze en verhuisde hij naar het Luxemburgse Marche-en-Famenne. Sinds 2018 is hij daar gemeenteraadslid. 
Borsus was parlementair medewerker van PRL-volksvertegenwoordiger Charles Cornet d'Elzius en werd in 1990 voorzitter van de PRL-afdeling van het arrondissement Dinant. Van 1993 tot 1995 was hij nationaal ondervoorzitter van de partij. In oktober 1994 werd Borsus verkozen tot provincieraadslid van Namen. Hij werd ondervoorzitter van het Economisch Bureau van de provincie en was van 1995 tot 2000 voorzitter van de Naamse provincieraad. Daarna was er van 2000 tot 2004 fractievoorzitter voor zijn partij. Van 2001 tot 2004 werkte hij eveneens als raadgever op het kabinet van Michel Foret, minister van Ruimtelijke Ordening en Leefmilieu in de Waalse regering.
In 2004 werd Borsus voor het arrondissement Dinant-Philippeville verkozen tot lid van het Waals Parlement en het Parlement van de Franse Gemeenschap. In het Waals Parlement ging hij zich toeleggen op dossiers als huisvesting, nieuwe technologieën, binnenlandse aangelegenheden en goed bestuur, in het Parlement van de Franse Gemeenschap hield hij zich bezig met onderwijs. Van 2004 tot 2008 was hij in het Waals Parlement tevens voorzitter van de commissie Ruimtelijke Ordening, Transport, Uitrusting en Energie en van 2008 tot 2009 was hij ondervoorzitter van het Parlement van de Franse Gemeenschap. Daarna was Borsus van 2009 tot 2014 voorzitter van de MR-fractie in het Waals Parlement en zo de officieuze woordvoerder van de oppositie. Voor de Waalse verkiezingen van 2014 stelde Borsus zich vrij verrassend kandidaat in de kieskring Aarlen-Marche-Bastenaken, waar de MR op dat moment geen verkozenen had, en werd er met ruim 12.000 voorkeurstemmen herkozen als parlementslid.
Na de omvorming van de PRL tot de MR was Borsus van 2004 tot 2014 voorzitter van de MR-federatie van de provincie Namen. Wanneer vanaf 2009 binnen de MR het verzet tegen voorzitter Didier Reynders groeide, koos Borsus de kant van Charles Michel en nam hij het voortouw binnen de Renaissance-groep die het interne verzet tegen Reynders aanvuurde. In 2009 werd Borsus ondervoorzitter van zijn partij en kreeg hij de opdracht om de gemeenteraadsverkiezingen van 2012 voor de partij voor te bereiden. Hij slaagde in zijn opzet en MR werd de partij met de meeste burgemeesters in Wallonië. Borsus bleef ondervoorzitter tot in 2014.
In oktober 2014 verliet hij zijn functies als parlementslid om minister van Middenstand, KMO's, Zelfstandigen, Landbouw en Maatschappelijke Integratie te worden in de federale regering-Michel I. Op 26 juli 2017 werd aangekondigd dat hij de federale regering inruilde voor de Waalse regering, waarna hij twee dagen later minister-president van Wallonië werd, in opvolging van Paul Magnette. Hij leidde de Waalse regering die tot stand kwam na sluiten van een regeerakkoord tussen de MR en de cdH  en bleef minister-president tot in september 2019.
Bij de regionale verkiezingen van mei 2019 werd hij voor de provinciale kieskring Luxemburg met ruim 17.000 voorkeurstemmen opnieuw verkozen als Waals Parlementslid. Op 13 september 2019 werd hij in de regering-Di Rupo III viceminister-president en minister Economie, Buitenlandse Handel, Ruimtelijke Ordening en Landbouw. Hij oefende deze functie uit tot en met 15 juli 2024. Borsus, met ruim 22.000 voorkeurstemmen herkozen bij de Waalse verkiezingen van 9 juni 2024, nam vervolgens zijn parlementaire mandaten in het Waals Parlement en het Parlement van de Franse Gemeenschap weer op en werd voorzitter van het Waals Parlement.